# 랩 걸
《랩 걸》 (영어 : Lab Girl)은 미국의 지구화학자, 지구생물학자이자 교수인 호프 자런의 2016년 소설이다. 한국어 번역본은 2017년에 출판되었다. 식물학을 연구한 교수답게 소설의 전반에 걸쳐 식물에 대한 묘사와 인간의 삶의 유사성이 자주 드러난다. 자런에게 식물은 훌륭한 은유의 대상이고, 여성 과학자로서 힘들었던 사회적 시선들이나 불안, 우울증 등을 겪으며 있었던 일들을 진솔하게 서술한다.

## 줄거리
《랩 걸》은 프롤로그와 덧붙이는 말을 제외하고 1부 뿌리와 이파리, 2부 나무와 옹이, 3부 꽃과 열매로 세 파트로 이루어져 있다. 각 파트들은 크게 호프 자런의 삶과 그녀의 연구나 일반적인 식물학적 사실을 같이 서술하고 있다. 또한 식물이 성장하는 것과 같이 자런도 각 파트를 지날 때마다 점점 성장하는 모습을 보여준다.

### 1부
1부 ‘뿌리와 이파리’에서는 미네소타 시골에서 자란 자런의 어린시절을 먼저 보여준다. 자런은 어렸을 때부터 호기심과 질문이 많은 성격이었고, 선생님들은 이런 자런의 성격을 귀찮아했으나 버클리 대학교에 입학하게 되며 자신의 성격이 과학 연구에 제격이다는 것을 알게 된다. 당초 경영학 전공으로 입학했으나, 병원 아르바이트 일을 거쳐 연구실에 취업하게 되면서 적성임을 느끼고 석박사 과정을 밟으며 조교일을 하게 된다. 그 과정에서 남들과는 다르던 그녀의 영원한 동료이자 소설의 후반부까지 꾸준히 언급되는 빌을 한눈에 알아보고 교수가 된 후 자신의 실험실에 채용하게 된다.

### 2부
2부 ‘나무와 옹이’에서 자런은 본격적으로 실험실을 운영하게 되며 겪었던 여러 가지 어려움들을 겪게 된다. 정부기관과 기업들에게 수없이 많은 제안서들을 보내지만 지원을 받지 못해 빌에게 줄 월급과 실험실을 유지할 돈이 바닥나게 되고, 학생들과 현장 실습을 나가 플로리다에 있는 원숭이 정글을 보기 위해 공원 앞에서 노숙을 하다 경찰에게 의심도 받는다. 또한, 샌프란시스코에서 열리는 학회에 가기 위해 대학 소속 밴을 렌트해 장거리 운전을 하다 폭풍우를 만나 충돌사고를 일으키기도 한다. 그 이후 자런과 빌은 존스홉킨스 대학교로 자리를 옮기며 재정 상태가 훨씬 나아지게 된다.

### 3부
3부 ‘꽃과 열매’에서 자런은 결혼과 임신을 겪게 된다. 임신을 하게 되며 자런의 정신상태가 불안정해지고, 그 이유로 삶의 큰 부분을 차지하던 실험실로의 출입을 금지당하며 아들을 낳고 난 후 존스 홉킨스 대학교를 나와 자런의 가족과 빌은 하와이로 자리를 옮기게 된다. 그 후 하와이와 아이슬란드에서 빌과 식물 연구를 계속하며 이야기가 마무리된다.

## 주제

### 생존
책의 주된 주제는 과학, 인생, 그리고 사랑의 생존이다. 토양으로 떨어지는 씨들 중 5%만이 성장하고, 이들 중 다시 5%만이 첫 번째 생일을 맞이한다. 여성 과학자라는 사회적 소수자의 위치는 자런이 여러 역경을 헤쳐나가게 한다. 그녀가 책에서 언급하는 학문적 동료들은 모두 남성이다. 여성 롤모델들은 존재하지 않는다. 그녀가 대학교에서 첫 번째로 출산 휴가를 받은 여성이 되었을 때, 실험실에서 출입 금지를 당하고 자런은 배신당한 듯한 기분을 느껴, 여성 과학자로서 생존하기 위해 다른 대학교로 이직해 실험실을 새로 시작하기도 한다.

### 빌과의 우정
자런과 그녀의 실험실 동료 빌은 가족도 동료도 연인도 아닌 그 무엇으로도 규정할 수 없는 관계를 평생 지속해왔다. 두 사람은 교수와 조수라는 고용 관계를 뛰어넘어 '서로를 완벽하게 이해하는 관계'가 실제로 현실 세계에서도 가능함을 증언한다. 매일 실험실에서 얼굴을 마주 보며 서로의 모든 콤플렉스와 트라우마까지 속속들이 알면서, 각자가 느끼는 행복과 불행의 영역을 있는 그대로 존중해준다. 빌은 자신의 남성성을 어필하거나 마초적 본성을 드러내지 않고, 호프는 여자이기 때문에 더 보호받거나 배려받고자 하는 제스처를 전혀 취하지 않는다. 두 사람 모두 전형적인 남성성과 여성성을 벗어나 있는 색다른 인물들이다.

## 창작 배경
과학적인 서술과 회고록을 멋지게 섞은 책을 낸 자런은 수년 간 교과서를 쓰기로 계획한 후 박사 학위를 받고 논문을 발표한 다음 사람들이 배우는 방식을 바꾸는 책을 써왔다. 그리고 집의 일을 과학으로부터 분리할 수가 없어 답답했고, 그래서 이를 그대로 책으로 내게 되었다. 따라서 자런은 이 책이 단지 회고록도 아니고 단지 교과서도 아닌, 본인도 어디에서 시작하고 어디에서 끝났는지 설명할 수 없는 책이라고 설명한다.